# Eredivisie 2020-2021 (pallavolo maschile)
L'Eredivisie 2020-2021 si è svolta dal 10 ottobre 2020 al 15 maggio 2021: al torneo hanno partecipato 10 squadre di club olandesi e la vittoria finale è andata per la tredicesima volta alla Dynamo Apeldoorn.

## Regolamento

### Formula
Le squadre hanno disputato un girone all'italiana con gare di andata e ritorno, per un totale di diciotto giornate; al termine della regular season:
- Le prime quattro classificate hanno acceduto alla Pool scudetto dove hanno dato vita a un round-robin con gare di andate e ritorno per un totale di sei giornate, dal quale le prime due classificate hanno acceduto alla finale scudetto, giocata al meglio delle cinque gare; le squadre qualificate hanno inoltre ricevuto un punteggio bonus: 3 punti alla prima classificata, 2 punti alla seconda classificata, 1 punto alla terza classificata.
- Le ultime sei classificate hanno acceduto alla Pool salvezza dove hanno dato vita a un round-robin con gare di andate e ritorno per un totale di quattro giornate, dal quale l'ultima classificata è retrocessa in Topdivisie; le squadre qualificate hanno inoltre ricevuto un punteggio bonus: 5 punti alla quinta classificata, 4 punti alla sesta classificata, 3 punti alla settima classificata, 2 punti all'ottava classificata, 1 punto alla nona classificata e 0 punti alla decima classificata.

A causa della pandemia di COVID-19 nei Paesi Bassi numerosi incontri sono stati rinviati e disputati in nuova data; il torneo è rimasto sospeso da ottobre fino a gennaio, riprendendo, dopo l'approvazione di un nuovo protocollo di sicurezza, con una nuova formula abbreviata: il girone all'italiana con gare di andata e ritorno di regular season viene sostituito da un girone in cui le squadre si sfidano un'unica volta, mentre i risultati degli incontri disputati prima della sospensione restano validi. È stato inoltre decretato il blocco delle retrocessioni per le formazioni impegnate nella Pool salvezza.

### Criteri di classifica
Se il risultato finale è stato di 3-0 o 3-1 sono stati assegnati 3 punti alla squadra vincente e 0 a quella sconfitta, se il risultato finale è stato di 3-2 sono stati assegnati 2 punti alla squadra vincente e 1 a quella sconfitta.
L'ordine del posizionamento in classifica è stato definito in base a:
- Numero di partite vinte;
- Punti;
- Ratio dei set vinti/persi;
- Ratio dei punti realizzati/subiti;
- Risultati degli scontri diretti.

## Squadre partecipanti
Al campionato di Eredivisie 2020-21 partecipano dieci squadre di club olandesi, tra le quali la neopromossa Capelle.
| Club             | Stagione | Città                  | Impianto                    | Stagione precedente |
| ---------------- | -------- | ---------------------- | --------------------------- | ------------------- |
| Capelle          | dettagli | Capelle aan den IJssel | Sporthal Oostgaarde         | 1ª in Topdivisie    |
| Dynamo Apeldoorn | dettagli | Apeldoorn              | Omnisport Apeldoorn         | 1ª in Eredivisie    |
| Lycurgus         | dettagli | Groninga               | Alfa Sport Center           | 2ª in Eredivisie    |
| Orion            | dettagli | Doetinchem             | Saza Topsporthal Achterhoek | 3ª in Eredivisie    |
| Sliedrecht       | dettagli | Sliedrecht             | Sporthal De Basis           | 4ª in Eredivisie    |
| SSS              | dettagli | Barneveld              | Sportcentrum De Meerwaarde  | 8ª in Eredivisie    |
| Talent Team      | dettagli | Arnhem                 | Sporthal Valkenhuizen       | 7ª in Eredivisie    |
| Taurus           | dettagli | Houten                 | Sporthal De Kruisboog       | 5ª in Eredivisie    |
| VoCASA           | dettagli | Nimega                 | VoCASA-hal                  | 9ª in Eredivisie    |
| ZVH              | dettagli | Zevenhuizen            | Swanla                      | 6ª in Eredivisie    |

## Torneo

### Regular season

#### Risultati
| Prima giornata |                            |     |                     |
|                |                            |     |                     |
| 10-02          | SSS - Taurus               | 3-0 | 25-23, 25-20, 25-16 |
| 10-10          | ZVH - Lycurgus             | 0-3 | 17-25, 14-25, 19-25 |
| 10-02          | Capelle - Dynamo Apeldoorn | 0-3 | 12-25, 19-25, 17-25 |
| 10-02          | Orion - Sliedrecht         | 3-0 | 25-17, 25-17, 27-25 |
| 13-01          | Talent Team - VoCASA       | 0-3 | 23-25, 20-25, 26-28 |

| Seconda giornata |                             |     |                                  |
|                  |                             |     |                                  |
| 20-02            | SSS - Capelle               | 3-0 | 25-19, 25-22, 25-20              |
| 20-02            | ZVH - Sliedrecht            | 2-3 | 25-19, 25-21, 23-25, 18-25, 8-15 |
| 01-01            | Lycurgus - Dynamo Apeldoorn | 1-3 | 25-23, 23-25, 25-27, 28-30       |
| 03-03            | Orion - VoCASA              | 3-1 | 25-15, 25-17, 21-25, 25-23       |
| 20-02            | Talent Team - Taurus        | 1-3 | 22-25, 25-15, 21-25, 17-25       |

| Terza giornata |                        |     |                                   |
|                |                        |     |                                   |
| 13-02          | Capelle - Talent Team  | 2-3 | 25-15, 14-25, 28-26, 21-25, 7-15  |
| 13-02          | Sliedrecht - Lycurgus  | 0-3 | 25-27, 21-25, 26-28               |
| 13-02          | VoCASA - ZVH           | 3-2 | 24-26, 25-20, 25-23, 25-27, 15-13 |
| 13-02          | Taurus - Orion         | 2-3 | 19-25, 25-21, 16-25, 25-22, 13-15 |
| 13-02          | Dynamo Apeldoorn - SSS | 3-1 | 25-19, 25-21, 23-25, 25-23        |

| Quarta giornata |                               |     |                                   |
|                 |                               |     |                                   |
| 21-02           | Talent Team - SSS             | 3-2 | 25-22, 22-25, 26-28, 25-21, 15-10 |
| 09-01           | ZVH - Taurus                  | 3-2 | 19-25, 25-17, 28-26, 21-25, 15-11 |
| 09-01           | Lycurgus - VoCASA             | 3-0 | 25-13, 25-22, 25-13               |
| 09-01           | Sliedrecht - Dynamo Apeldoorn | 1-3 | 25-23, 20-25, 15-25, 15-25        |
| 24-02           | Orion - Capelle               | 3-0 | 25-23, 25-17, 25-11               |

| Quinta giornata |                                |     |                                   |
|                 |                                |     |                                   |
| 16-01           | Dynamo Apeldoorn - Talent Team | 3-0 | 25-22, 25-16, 25-18               |
| 16-01           | Capelle - ZVH                  | 3-2 | 25-18, 23-25, 18-25, 26-24, 16-14 |
| 16-01           | SSS - Orion                    | 1-3 | 25-22, 16-25, 21-25, 22-25        |
| 16-01           | VoCASA - Sliedrecht            | 2-3 | 25-18, 14-25, 23-25, 25-17, 18-20 |
| 16-01           | Taurus - Lycurgus              | 0-3 | 21-25, 21-25, 18-25               |

| Sesta giornata |                          |     |                                   |
|                |                          |     |                                   |
| 23-01          | Talent Team - ZVH        | 3-1 | 25-20, 25-20, 20-25, 25-12        |
| 23-01          | Dynamo Apeldoorn - Orion | 3-1 | 25-19, 20-25, 25-22, 25-17        |
| 23-01          | SSS - Lycurgus           | 0-3 | 21-25, 12-25, 16-25               |
| 23-01          | Taurus - VoCASA          | 3-0 | 25-23, 25-20, 25-21               |
| 23-01          | Capelle - Sliedrecht     | 3-2 | 25-18, 23-25, 22-25, 25-21, 15-12 |

| Settima giornata |                           |     |                                   |
|                  |                           |     |                                   |
| 30-01            | Lycurgus - Talent Team    | 3-0 | 25-21, 25-14, 25-17               |
| 30-01            | ZVH - Orion               | 0-3 | 22-25, 21-25, 21-25               |
| 30-01            | Sliedrecht - SSS          | 3-1 | 18-25, 25-21, 25-13, 25-17        |
| 30-01            | VoCASA - Capelle          | 3-0 | 25-13, 25-22, 25-17               |
| 30-01            | Taurus - Dynamo Apeldoorn | 2-3 | 25-21, 16-25, 25-23, 21-25, 14-16 |

| Ottava giornata |                          |     |                                   |
|                 |                          |     |                                   |
| 06-02           | Talent Team - Sliedrecht | 2-3 | 21-25, 25-14, 17-25, 25-21, 13-15 |
| 06-02           | Orion - Lycurgus         | 2-3 | 22-25, 26-24, 27-25, 16-25, 19-21 |
| 06-02           | Dynamo Apeldoorn - ZVH   | 3-0 | 25-16, 25-23, 25-20               |
| 06-02           | SSS - VoCASA             | 3-1 | 26-24, 19-25, 25-20, 25-21        |
| 06-02           | Capelle - Taurus         | 1-3 | 25-18, 17-25, 18-25, 21-25        |

| Nona giornata |                           |     |                                   |
|               |                           |     |                                   |
| 27-02         | Orion - Talent Team       | 2-3 | 19-25, 22-25, 25-22, 25-23, 12-15 |
| 27-02         | Lycurgus - Capelle        | 3-0 | 25-23, 25-21, 25-16               |
| 27-02         | VoCASA - Dynamo Apeldoorn | 1-3 | 20-25, 21-25, 25-22, 17-25        |
| 27-02         | Sliedrecht - Taurus       | 3-0 | 25-19, 25-12, 25-14               |
| 27-02         | ZVH - SSS                 | 3-0 | 30-28, 25-20, 25-22               |

##### Classifica
| Pos. | Squadra          | Pt | G | V | P | SV | SP | Ratio | PF  | PS  | Ratio |
| ---- | ---------------- | -- | - | - | - | -- | -- | ----- | --- | --- | ----- |
| 1.   | Dynamo Apeldoorn | 26 | 9 | 9 | 0 | 27 | 7  |       | 828 | 694 |       |
| 2.   | Lycurgus         | 23 | 9 | 8 | 1 | 25 | 5  |       | 751 | 606 |       |
| 3.   | Orion            | 19 | 9 | 6 | 3 | 23 | 13 |       | 824 | 761 |       |
| 4.   | Sliedrecht       | 13 | 9 | 5 | 4 | 18 | 19 |       | 785 | 791 |       |
| 5.   | Taurus           | 12 | 9 | 3 | 6 | 15 | 20 |       | 725 | 781 |       |
| 6.   | SSS              | 10 | 9 | 3 | 6 | 14 | 19 |       | 718 | 766 |       |
| 7.   | Talent Team      | 10 | 9 | 4 | 5 | 15 | 22 |       | 787 | 799 |       |
| 8.   | VoCASA           | 9  | 9 | 3 | 6 | 14 | 20 |       | 733 | 773 |       |
| 9.   | ZVH              | 8  | 9 | 2 | 7 | 13 | 23 |       | 752 | 821 |       |
| 10.  | Capelle          | 5  | 9 | 2 | 7 | 9  | 25 |       | 666 | 777 |       |

      Ammesse alla Pool scudetto
      Alla Pool salvezza

### Pool scudetto

#### Risultati
| Prima giornata |                               |     |                                   |
|                |                               |     |                                   |
| 06-03          | Dynamo Apeldoorn - Sliedrecht | 3-0 | 25-22, 25-13, 25-14               |
| 06-03          | Lycurgus - Orion              | 3-2 | 24-26, 18-25, 25-23, 25-23, 15-13 |

| Seconda giornata |                          |     |                     |
|                  |                          |     |                     |
| 10-03            | Sliedrecht - Lycurgus    | 3-0 | 27-25, 25-22, 25-23 |
| 10-03            | Orion - Dynamo Apeldoorn | 0-3 | 17-25, 23-25, 23-25 |

| Terza giornata |                             |     |                            |
|                |                             |     |                            |
| 13-03          | Dynamo Apeldoorn - Lycurgus | 3-1 | 23-25, 25-21, 25-16, 25-19 |
| 13-03          | Orion - Sliedrecht          | 3-0 | 25-23, 25-19, 25-20        |

| Quarta giornata |                               |     |                                   |
|                 |                               |     |                                   |
| 20-03           | Sliedrecht - Dynamo Apeldoorn | -   | N.D.                              |
| 20-03           | Orion - Lycurgus              | 3-2 | 25-22, 25-22, 15-25, 23-25, 15-13 |

| Quinta giornata |                          |     |                           |
|                 |                          |     |                           |
| 24-03           | Lycurgus - Sliedrecht    | 3-0 | 25-21, 25-18, 25-17       |
| 24-03           | Dynamo Apeldoorn - Orion | 3-1 | 25-22, 25-20, 18-25, 25-9 |

| Sesta giornata |                             |     |                                   |
|                |                             |     |                                   |
| 27-03          | Lycurgus - Dynamo Apeldoorn | 3-2 | 25-22, 25-13, 22-25, 26-28, 15-10 |
| 31-03          | Sliedrecht - Orion          | 3-2 | 26-24, 20-25, 25-14, 22-25, 15-10 |

#### Classifica
| Pos. | Squadra          | Pt tot | Bonus | Pt | G | V | P | SV | SP | Ratio | PF  | PS  | Ratio |
| ---- | ---------------- | ------ | ----- | -- | - | - | - | -- | -- | ----- | --- | --- | ----- |
| 1.   | Dynamo Apeldoorn | 16     | 3     | 13 | 5 | 4 | 1 | 14 | 5  |       | 439 | 382 |       |
| 2.   | Lycurgus         | 10     | 2     | 8  | 6 | 3 | 3 | 12 | 13 |       | 553 | 542 |       |
| 3.   | Orion            | 8      | 1     | 7  | 6 | 2 | 4 | 11 | 14 |       | 525 | 552 |       |
| 4.   | Sliedrecht       | 5      | 0     | 5  | 5 | 2 | 3 | 6  | 11 |       | 352 | 393 |       |

      Finale scudetto

### Finale
| Gara 1 |                             |     |                                   |
|        |                             |     |                                   |
| 21-04  | Dynamo Apeldoorn - Lycurgus | 2-3 | 26-24, 24-26, 25-27, 25-23, 16-18 |

| Gara 2 |                             |     |                            |
|        |                             |     |                            |
| 24-04  | Lycurgus - Dynamo Apeldoorn | 1-3 | 21-25, 14-25, 25-21, 18-25 |

| \| Gara 3 \| \| \| \| \| \| \| \| \| \| 25-04 \| Dynamo Apeldoorn - Lycurgus \| 3-1 \| 23-25, 28-26, 25-17, 25-20 \| |                             |     |                            |
| Gara 3 |                             |     |                            |
| |                             |     |                            |
| 25-04 | Dynamo Apeldoorn - Lycurgus | 3-1 | 23-25, 28-26, 25-17, 25-20 |

### Pool salvezza

#### Risultati
| Gara 1 |                      |     |                            |
|        |                      |     |                            |
| 06-03  | Talent Team - VoCASA | 1-3 | 25-22, 21-25, 20-25, 18-25 |
| 06-03  | Taurus - Capelle     | 3-1 | 22-25, 25-20, 25-18, 25-18 |
| 06-03  | SSS - ZVH            | 3-1 | 25-23, 25-20, 21-25, 26-24 |

| Gara 2 |                   |     |                            |
|        |                   |     |                            |
| 13-03  | Taurus - SSS      | 3-1 | 25-15, 25-22, 28-30, 25-12 |
| 13-03  | ZVH - Talent Team | 3-1 | 27-25, 20-25, 25-22, 25-18 |
| 24-03  | Capelle - VoCASA  | 3-0 | 25-21, 25-18, 25-16        |

| Gara 3 |                      |     |                                   |
|        |                      |     |                                   |
| 20-03  | Talent Team - Taurus | 3-0 | 25-22, 27-25, 25-22               |
| 20-03  | SSS - Capelle        | 3-2 | 25-19, 15-25, 19-25, 25-22, 17-15 |
| 20-03  | VoCASA - ZVH         | 2-3 | 20-25, 25-23, 25-15, 20-25, 12-15 |

| Gara 4 |                   |     |                                   |
|        |                   |     |                                   |
| 27-03  | Capelle - ZVH     | 2-3 | 22-25, 23-25, 29-27, 25-15, 14-16 |
| 27-03  | SSS - Talent Team | 0-3 | 23-25, 18-25, 21-25               |
| 27-03  | Taurus - VoCASA   | 1-3 | 25-12, 20-25, 23-25, 18-25        |

| Gara 5 |                       |     |                                   |
|        |                       |     |                                   |
| 10-04  | Talent Team - Capelle | 3-2 | 25-21, 22-25, 25-23, 19-25, 15-11 |
| 10-04  | VoCASA - SSS          | 3-0 | 25-19, 25-22, 25-19               |
| 10-04  | ZVH - Taurus          | 3-1 | 25-22, 25-16, 22-25, 25-21        |

| Gara 6 |                   |     |                                   |
|        |                   |     |                                   |
| 02-05  | Talent Team - ZVH | 3-2 | 23-25, 27-25, 25-22, 16-25, 15-8  |
| 29-04  | VoCASA - Capelle  | 2-3 | 25-23, 25-21, 23-25, 21-25, 11-15 |
| 17-04  | SSS - Taurus      | 1-3 | 26-28, 16-25, 25-20, 20-25        |

| Gara 7 |                      |     |                                  |
|        |                      |     |                                  |
| 12-05  | Capelle - SSS        | 2-3 | 34-36, 25-23, 23-25, 25-22, 8-15 |
| 24-04  | ZVH - VoCASA         | 3-0 | 25-21, 28-26, 25-19              |
| 06-05  | Taurus - Talent Team | 0-3 | 19-25, 17-25, 25-27              |

| Gara 8 |                   |     |                                   |
|        |                   |     |                                   |
| 01-05  | Talent Team - SSS | 3-2 | 23-25, 25-21, 19-25, 25-13, 15-12 |
| 01-05  | VoCASA - Taurus   | 3-0 | 27-25, 25-22, 25-14               |
| 01-05  | ZVH - Capelle     | 3-2 | 18-25, 25-16, 25-23, 20-25, 15-11 |

| Gara 9 |                       |     |                                   |
|        |                       |     |                                   |
| 08-05  | SSS - VoCASA          | 3-2 | 25-21, 25-23, 23-25, 16-25, 15-10 |
| 08-05  | Taurus - ZVH          | 1-3 | 21-25, 25-22, 20-25, 19-25        |
| 08-05  | Capelle - Talent Team | 1-3 | 19-25, 29-27, 17-25, 19-25        |

| Gara 10 |                      |     |                                   |
|         |                      |     |                                   |
| 15-05   | Capelle - Taurus     | 2-3 | 25-20, 25-16, 20-25, 18-25, 13-15 |
| 15-05   | VoCASA - Talent Team | 3-1 | 27-25, 26-24, 21-25, 25-16        |
| 15-05   | ZVH - SSS            | 3-0 | 25-21, 25-23, 25-23               |

#### Classifica
| Pos. | Squadra     | Pt tot | Bonus | Pt | G  | V | P | SV | SP | Ratio | PF  | PS  | Ratio |
| ---- | ----------- | ------ | ----- | -- | -- | - | - | -- | -- | ----- | --- | --- | ----- |
| 5.   | ZVH         | 23     | 1     | 22 | 10 | 8 | 2 | 27 | 15 |       | 955 | 910 |       |
| 6.   | Talent Team | 21     | 3     | 18 | 10 | 7 | 3 | 24 | 16 |       | 914 | 875 |       |
| 7.   | VoCASA      | 20     | 2     | 18 | 10 | 5 | 5 | 21 | 18 |       | 867 | 850 |       |
| 8.   | Taurus      | 16     | 5     | 11 | 10 | 4 | 6 | 15 | 23 |       | 845 | 860 |       |
| 9.   | SSS         | 14     | 4     | 10 | 10 | 4 | 6 | 16 | 25 |       | 874 | 950 |       |
| 10.  | Capelle     | 11     | 0     | 11 | 10 | 2 | 8 | 20 | 26 |       | 989 | 999 |       |

## Classifica finale
| Pos | Squadra          | Qualificazione           |
| --- | ---------------- | ------------------------ |
|     | Dynamo Apeldoorn | Champions League 2021-22 |
| 2   | Lycurgus         | Coppa CEV 2021-22        |
| 3   | Orion            | Coppa CEV 2021-22        |
| 4   | Sliedrecht       |                          |
| 5   | ZVH              |                          |
| 6   | Talent Team      |                          |
| 7   | VoCASA           |                          |
| 8   | Taurus           |                          |
| 9   | SSS              |                          |
| 10  | Capelle          |                          |